# Laguna de Montosa
Laguna de Montosa är en sjö i Chile.   Den ligger i regionen Región de Atacama, i den centrala delen av landet, 600 km norr om huvudstaden Santiago de Chile. Laguna de Montosa ligger 4 404 meter över havet.
Trakten runt Laguna de Montosa är ofruktbar med lite eller ingen växtlighet. Trakten runt Laguna de Montosa är nära nog obefolkad, med mindre än två invånare per kvadratkilometer.